# Kosmos 2455
Kosmos 2455, ruski vojni satelit za radioelektronsko izviđanje (ELINT) iz programa Kosmos. Vrste je Lotos-S (Lotos-S1 No. 801 (1L)). 
Lansiran je 20. studenoga 2009. godine u 10:44 s kozmodroma Pljesecka s mjesta 16/2. Lansiran je u nisku orbitu oko planeta Zemlje raketom nosačem Sojuz-U 11A511U. Orbita mu je 204 km u perigeju i 903 km u apogeju. Orbitne inklinacije je 67,16°. Spacetrackov kataloški broj je 36095. COSPARova oznaka je 2009-063-A. Zemlju obilazi u 95,72 minute. 
Napaja se iz razmjestivih solarnih panela i baterija.
Iz misije je dio 11S510 vratio se u atmosferu.

## Vanjske poveznice
- N2YO.com Search Satellite Database (engl.)
- Celes Trak SATCAT Format Documentation (engl.)
- Kunstman  Arhivirana inačica izvorne stranice od 12. kolovoza 2019. (Wayback Machine) Satellites in Orbit (engl.)